# Cantata per il XX anniversario della Rivoluzione d'ottobre
La Cantata per il XX anniversario della Rivoluzione d'ottobre - altresì conosciuta come October Cantata - è stata composta da Sergej Prokof'ev dopo il suo rientro in URSS in previsione delle celebrazioni del ventennale della presa del potere dei bolscevichi, e forse anche per rinforzare politicamente la propria reputazione agli occhi del regime sovietico. Il compositore stesso aveva annunciato l'intenzione di scrivere una grande cantata celebrativa su testi di Lenin su un giornale moscovita il 28 gennaio 1936, annuncio che fu ripetuto in diverse occasioni.
L'opera venne infine completata il 16 agosto 1937, nella residenza suburbana di Nikolina Gora, dopo una tournée in Europa e negli Stati Uniti, mentre nel frattempo in URSS si era consumato il processo a Zinov'ev e Kamenev e l'approvazione della nuova Costituzione voluta da Stalin. Alcuni estratti del discorso di Stalin furono inclusi nella sezione finale della Cantata.
La Cantata fu presentata - in una riduzione per pianoforte eseguita dallo stesso autore - davanti ad una sessione del Comitato Affari Artistici presieduto dall'ideologo e propagandista Platon Michajlovič Keržencev, il quale diede un parere sfavorevole alla sua pubblica esecuzione (almeno secondo quanto ricorda Moisley Grindberg), mentre il parere del musicista - e amico di Prokof'ev - Nikolaj Mjaskovskij fu favorevole.
In ogni caso, la Cantata fu esclusa dalle esecuzioni consentite dal regime durante le celebrazioni del XX anniversario. Nonostante il parere negativo del comitato, Prokof'ev continuò a restare fiducioso in una sua possibile rappresentazione almeno per tutto il 1937, come emerge da diverse interviste concesse in quell'anno.
La sua prima esecuzione in pubblico avvenne solo 13 anni dopo la morte dell'autore, il 5 aprile 1966 nella Sala Grande del Conservatorio di Mosca, diretta da Kirill Kondrašin, e in forma epurata dell'ottavo e decimo movimento in seguito alla destalinizzazione, e con il nono riarrangiato e a frammenti, con una cadenza finale ripresa dal secondo movimento.
L'opera è stata eseguita in integrale solo nel 1992 a Londra, al Royal Festival Hall.
L'opera è basata su testi di Marx, Lenin e Stalin ed è costruita su dieci movimenti episodici.
1. I - Preludio
2. II - I Filosofi
3. III - Interludio
4. IV - Un piccolo solido gruppo
5. V - Interludio
6. VI - Rivoluzione
7. VII - Vittoria
8. VIII - Il Giuramento
9. IX - Sinfonia
10. X - La Costituzione

## Movimenti

### I - Preludio
Moderato - Allegro

La Cantata apre tempestosamente con un riferimento allo spettro del Comunismo vagante per l'Europa, secondo il Manifesto di Karl Marx, come annotato dallo stesso autore sullo spartito.

### II - I Filosofi
Andante assai

Il doppio coro sillaba l'Undicesima Tesi su Feuerbach di Karl Marx: "I filosofi finora hanno solo cercato di spiegare il mondo, ma l'importante è cambiarlo".

### III Interludio
Allegro - Andante - Adagio

### IV Un piccolo solido gruppo
Allegretto

Il movimento è scritto su testi di Lenin precedenti la Rivoluzione, nei quali si incitano i compagni a tener duro contro le avversità nel nome dell'obiettivo finale.

### V - Interludio
Tempestoso

### VI - Rivoluzione
Andante non troppo - Più mosso - Allegro moderato - Precipitato - Adagio molto

È il movimento più lungo della Cantata e il suo cuore. I suoi testi sono scritti e discorsi di Lenin nelle prime settimane della Rivoluzione d'ottobre. Prokof'ev in questo movimento mette in atto tutta la serie di "effetti speciali" non musicali (scoppi, sirene, allarmi etc.) Nel movimento compare l'orchestra di fisarmoniche, che presumibilmente simboleggia la gioia e la partecipazione del popolo ai moti rivoluzionari. A quel punto la voce recitante grida le parole d'ordine di Lenin:

### VII - Vittoria
Andante

Con un tema lento e ossessivo, Prokof'ev annuncia la vittoria della Rivoluzione nonostante le asprezze dell'inverno e della guerra civile. Sul finale, Prokof'ev inserisce il rumore di passi di marcia, a sottolineare i "ferrei battaglioni del proletariato" citati nel testo.

### VIII - Il Giuramento
Andante pesante

Questo movimento ha come testo degli estratti dall'orazione funebre pronunciata da Stalin al funerale di Lenin nel 1924.

### IX - Sinfonia
Allegro energico - Meno mosso

L'interludio sinfonico - probabilmente - simboleggia l'industrializzazione della nuova URSS (nella sua prima parte) e nella seconda la floridezza delle sue campagne.

### X - La Costituzione
Andante assai - Andante molto

Questo movimento è scritto sulle parole di Stalin all'Ottavo Congresso Straordinario dei Soviet del novembre 1936, con cui il dittatore presentò la carta dell'URSS del 1936. Il finale è quindi lirico e dolce, e si conclude in Do maggiore.

## Il dibattito sull'opera
La critica su quest'opera di Prokof'ev si divide fra un'interpretazione del suo scopo celebrativo e quella di una possibile vena satirica. La prima è l'opinione dello studioso Christopher Palmer, che considera Prokof'ev un sincero idealista catturato dall'ideologia comunista, la seconda del musicologo Ian MacDonald, nel suo Prokofiev, Prisoner of The State, che invece vede nell'opera una satira contro la visione musicale imposta dal realismo socialista staliniano.
Analoghe opere furono composte dai musicisti Aleksandr Kastal'skij e Aleksandr Abramovič Krejn.

## Interpreti ed incisioni
- 5 aprile 1966 Sala Grande del Conservatorio di Mosca, Russia - Orchestra Sinfonica di Mosca e Coro, diretti da Kirill Kondrašin
- 8-9 giugno 1992, All Saints' Church, Tooting, Londra, Gran Bretagna - Philharmonia Orchestra e Coro diretti da Neeme Järvi con Gennady Rozhdestvensky voce recitante[12].
- 14 giugno 2007 a The Barbican, Londra, Gran Bretagna - London Symphony Orchestra e Chorus diretti da Valerij Gergiev
- 13-15 ottobre 2017 presso Auditorium di Milano - Orchestra e Coro Giuseppe Verdi di Milano diretti da Oleg Caetani, maestro del coro Erina Gambarini.